# 大联盟 (贾坎德)
大联盟（羅馬化：Mahagathbandhan）是印度贾坎德邦的一个左翼政党联盟，成立于2018年。

## 成员
- 贾坎德解放阵线
- 印度国民大会党
- 民族人民党
- 印度共产党（马列）解放

## 前成员
- 贾坎德发展阵线（民主）（英语：Jharkhand Vikas Morcha (Prajatantrik)）
- 民族主义大会党（英语：Nationalist Congress Party）